# Miss International 1976
Miss International 1976, sedicesima edizione di Miss International, si è tenuta presso Tokyo, in Giappone, il 2 luglio 1976. La francese Sophie Sonia Perin è stata incoronata Miss International 1976.

## Risultati

### Piazzamenti
| Risultato finale        | Concorrente |
| ----------------------- | --- |
| Miss International 1976 | - Francia - Sophie Sonia Perin |
| 2ª classificata         | - Brasile - Vionete Revoredo Fonseca |
| 3ª classificata         | - India - Nafisa AlI |
| 4ª classificata         | - Stati Uniti - Susan Elizabeth Carlson |
| 5ª classificata         | - Giappone - Kumie Nakamura |
| Semifinaliste           | - Austria - Elvira Botempo - Colombia - Alicia Sáenz Madrid - Filippine - Maria Dolores Suarez Escalon - Honduras - Victoria Ann Baker - Indonesia - Treesye Ratri Astuti - Porto Rico - Yvonne Torres García - Regno Unito - Janet Withey - Spagna - Victoria Martín González - Svezia - Marie Gunnel Borhall - Venezuela - Betzabeth Ayala |

### Riconoscimenti speciali
| Riconoscimento        | Concorrente                                |
| --------------------- | ------------------------------------------ |
| Miss Photogenic       | - Austria - Elvira Botempo                 |
| Miss Friendship       | - Hawaii - Debbie Lee                      |
| Best National Costume | - Filippine - Maria Dolores Suarez Escalon |

## Concorrenti
- Argentina - Esther Yolanda Fonseca
- Australia - Patricia Lesley Newell
- Austria - Elvira Botempo
- Belgio - Beatrice Libert
- Bolivia - Martha Rosa Baeza
- Brasile - Vionete Revoredo Fonseca
- Canada - Lynn Hore
- Cile - Maria Antonieta Rosselló
- Colombia - Alicia Sáenz Madrid
- Corea del Sud - Han Young-ae
- Costa Rica - Maritza Elizabeth Ortiz Calvo
- Filippine - Maria Dolores "Dolly" Suarez Ascalon
- Finlandia - Maarit Hannele Leso
- Francia - Sophie Sonia Perin
- Germania - Paula Bergner
- Giappone - Kumie Nakamura
- Grecia - Maria Sinanidou
- Guam - Thelma Zenaida Hechanova
- Hawaii - Debbie Lee
- Honduras - Victoria Ann Baker
- Hong Kong - Margaret Tsui Mei-Ling
- India - Nafisa Ali
- Indonesia - Treesye Ratri Astuti
- Islanda - Sigrun Saevarsdóttir
- Israele - Dorit Cohen
- Italia - Joanna Avana
- Jugoslavia - Tulia Nirskha Marcic
- Lussemburgo - Carmen Pick
- Malaysia - Fauziah Haron
- Messico - Alejandra Mora Urbina
- Nicaragua - Maria Fiallos Castellón
- Paesi Bassi - Cornelia "Cora" Yvonne Kitz
- Porto Rico - Yvonne Torres García
- Regno Unito - Janet Withey
- Singapore - Sandra Jane Binny
- Spagna - Victoria Martín González
- Sri Lanka - Sudhaama Kitchilan
- Stati Uniti - Susan Elizabeth Carlson
- Svezia - Marie Gunilla Borhäll
- Svizzera - Beatrice Aschwanden
- Tahiti - Patricia Mareva Servonnat
- Thailandia - Duangratana Thaweechokesubin
- Uruguay - Isabel Ana Ferrero
- Venezuela - Betzabeth Ayala